# راس استورز

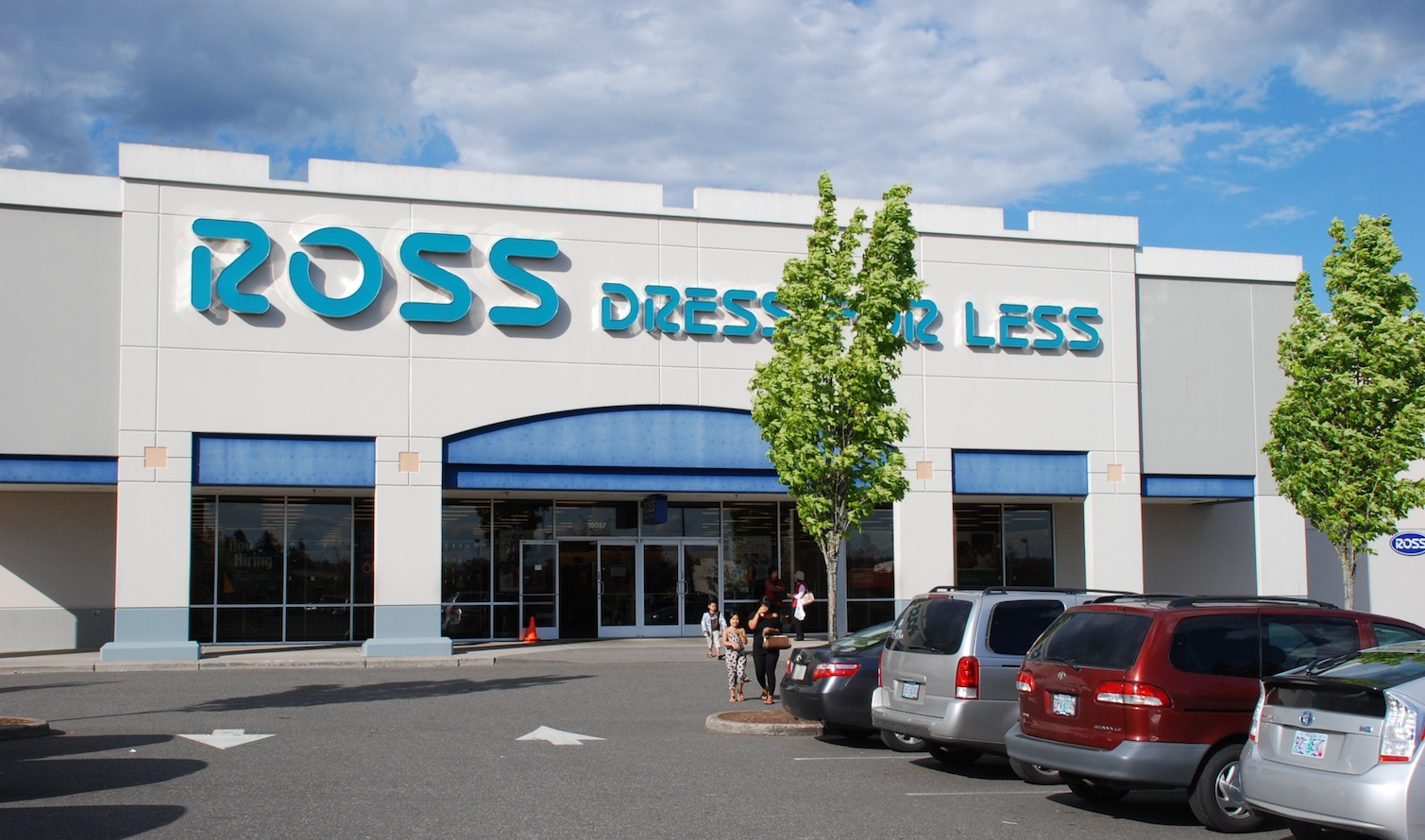
شعبه‌ای از راس استورز، در هیلسبرو، اورگن

راس استورز (به انگلیسی: Ross Stores) شرکت خرده‌فروشی آمریکایی است، که مالک شبکه‌ای از ۱٫۱۷۳ مرکز خرید و فروشگاه انواع لباس، کفش، لوازم آرایشی، کالاهای لوکس، جواهرات و لوازم خانگی، در ایالات متحده آمریکا می‌باشد.
شرکت راس در سال ۱۹۵۰ توسط موریس راس، در شهر پاسیفیکا، کالیفرنیا راه‌اندازی شد و در حال حاضر به‌همراه تی‌جی‌مکس و مارشالز، از زیرمجموعه‌های شرکت تی‌جی‌ایکس به‌شمار می‌آیند.
دفتر مرکزی و شعبه اصلی این شرکت در شهر دوبلین، کالیفرنیا، ایالات متحده آمریکا قرار دارد و سهام آن در بازار بورس نزدک معامله می‌شود، همچنین جزئی از شاخص نزدک-۱۰۰ بحساب می‌آید. در سال ۲۰۱۳ شمار کارکنان فروشگاه زنجیره‌ای راس، بیش از ۵۷ هزار نفر اعلام شد.